# Acamptopappus sphaerocephalus
Acamptopappus sphaerocephalus là một loài thực vật có hoa trong họ Cúc. Loài này được (Harv. & A.Gray ex Harv. & A.Gray) A.Gray mô tả khoa học đầu tiên năm 1873.